# Havbard von Anka
Havbard von Anka (engelska: Captain Hugh "Seafoam" McDuck) är en figur i Kalle Ankas universum. Han levde mellan 1710 och 1776.  Havbard tillhör klanen von Anka och är en släkting till Kalle Anka. 
Havbard bodde i Skottland, i Glasgow, och hade ett skepp vid namn "Guldgåsen". Med den transporterade han varor mellan Förenta staterna och Västindien och blev mycket förmögen, men han blev lurad av "Sten Knipeslug Krävenberg" att skriva på ett kontrakt att leverera en kista pepparrot till Jamaica. Sedan sågade Sten Knipeslug Krävenberg skeppet i sank och när guldgåsen sjönk förlorade Havbard allt han ägde till Sten Knipeslug Krävenberg, förutom ett ärvt fickur och sina guldtänder. Från och med nu var klanen von Anka fattig, men det skulle "Joakim von Anka" ändra på!